# Seleção Finlandesa de Voleibol Masculino Sub-19
A Seleção Finlandesa de Voleibol Masculino Sub-19, também conhecida como Finlândia Sub-19, é a seleção finlandesa de voleibol formada por jogadores com idade inferior a 19 anos. A equipe é mantida pela Federação Finlandesa de Voleibol (SL) e encontra-se na 26ª posição do ranking mundial da FIVB segundo dados de 4 de setembro de 2024.

## Resultados

### Jogos Olímpicos da Juventude
A Seleção Finlandesa Sub-19 nunca participou dos Jogos Olímpicos da Juventude.

### Campeonato Mundial
| Campeonato Mundial Sub-19 | Campeonato Mundial Sub-19 | Campeonato Mundial Sub-19 |
| Ano                       | Sede                      | Classificação             |
| ------------------------- | ------------------------- | ------------------------- |
| 1993                      | Istambul                  | 7º                        |
| 1997                      | Teerã                     | 13º                       |
| 2013                      | Tijuana–Mexicali          | 11º                       |
| 2025                      | Tasquente                 | 7º                        |

### Campeonato Europeu Sub-18/19
| Campeonato Europeu Sub-18 | Campeonato Europeu Sub-18 | Campeonato Europeu Sub-18 |
| Ano                       | Sede                      | Classificação             |
| ------------------------- | ------------------------- | ------------------------- |
| 1997                      | Eslováquia                | 8º                        |
| 2011                      | Turquia                   | 12º                       |
| 2013                      | /                         | 4º                        |
| 2017                      | /                         | 4º                        |
| 2020                      | Itália                    | Desistência               |
| 2022                      | Geórgia                   | 10º                       |
| 2024                      | Bulgária                  | 5º                        |